# Tomoki Iwata
Tomoki Iwata (født 7. april 1997) er en japansk fodboldspiller, som spiller for den japanske fodboldklub Oita Trinita.